# Trampa para un soñador
Trampa para un soñador fue una telenovela argentina emitida entre 1980 y 1981 por Canal 9. Con 315 capítulos, fue protagonizada por Antonio Grimau y Cristina Alberó. Coprotagonizada por Dora Prince, Eva Dongé, Luis Dávila y Cristina Murta. También, contó con las actuaciones especiales de Ana Casares, Omar Delli'Quadri, Olga Hidalgo y Liria Marín. Y las participaciones estelares de Alba Castellanos, Jorge Morales, Mario Pasik, Héctor Pellegrini, Josefina Ríos y Lita Soriano.

## Argumento
Es la historia de un obrero, Ángel "Lito"  García Suárez,  que se enamora de la hija del dueño de la fábrica donde él trabaja, Valeria Montalbán Ortiguera.

## Elenco
- Antonio Grimau - Ángel "Lito"  García Suárez
- Cristina Alberó - Valeria Montalbán Ortiguera
- Luis Dávila - Leonardo Montalbán
- Cristina Murta - Elina Ferrara / Evangelina Montalbán Ortiguera
- Eva Dongé - Mariana Ortiguera de Montalbán # 1
- Dora Prince - Mariana Ortiguera de Montalbán # 2
- Alba Castellanos - Natalia Caride
- Liria Marín - Juanita
- Jorge Morales - Germán Lozada
- Mario Pasik - Jorge Luis Lozada
- Héctor Pellegrini - Beto Romero
- Lita Soriano - Mercedes Montalbán
- Josefina Ríos - Rosa Suárez Vda. de García
- Ana Casares - Alejandra "Aurelia" Pinal
- Adriana Alcock - Virginia Leffer
- Norberto Díaz - Rolando "Rolo" Salvatti
- Ricardo Dupont - José
- Horacio Ranieri - Martín
- Olga Berg - Ernestina Lacroix
- Miguel Ferrando - Claudio Lacroix
- Cecilia Maresca - Marcela # 1
- Mónica Vehil - Marcela # 2
- Omar Delli Quadri - Papa Giovanni
- Olga Hidalgo - Mamá Santina Ferrara
- Alejandra Abreu - Antonella Ferrara
- Emma Cairo - Palmira
- Alejandro Escudero - Cacho
- Claudia Gard - Camelia Deseada
- Elena Cánepa - Matilde
- Marzenka Novak - Silvia
- Hugo Martínez - Nacho Figueroa
- María Teresa O'Connor - Estela
- Elizabeth Makar - Laura
- Raul Florido - Dr. Guzmán
- Raul Valentini - Pablo
- Analía Agullo - Leticia
- Mónica Santibáñez - Gabriela Fitzgerald

## Ficha técnica
- Libro: Luis Gayo Paz
- Asesora de vestuario: Martha Goupillaut
- Maquillaje: J.C. Salvade
- Sonido: Ricardo Veggiani
- Cámaras: Osvaldo Cappra / Daniel Selmo
- Operador de video:Hugo Riccardi
- Escenografía: Ponchi Morpurgo
- Iluminación: Carlos Ochoa
- Producción: Celso Durán
- Asistente de dirección: José A. Vellido
- Dirección: Oscar Bertotto

## Producción
El rodaje inicialmente se realizó en blanco y negro en los estudios de canal 9 ubicados en Pasaje Gelly 3378, Barrio de Palermo. A los tres meses del rodaje inicial se mudaron a los estudios Sonotex (ex Sono Film, y actual Estudios Teleinde) para cambiar y grabar en color. Este cambio obedecio a la posibilidad de venderla al mercado latino existente en Estados Unidos. Los capítulos ya grabados, fueron sintetizados en 10 capítulos.
La novela es una adaptación de la telenovela que en el año 1974 escribió Luis Gayo Paz titulandola Amar al ladrón. Protagonizada por la pareja del momento: Claudio Levrino y Cristina del Valle.

## Repercusión
La telenovela cosechó altos índices de audiencia y consagró definitivamente tanto a Grimau como a Alberó. Según el propio Grimau, "Trampa para un soñador" así como su sucedánea "Quiero gritar tu nombre" (1981) le abrieron las puertas del mercado hispano de EE.UU, país que recorrió junto a Alberó para hacer teatro. Posteriormente fue reemitida por TELEDOS LS 86 TV Canal 2 La Plata, Buenos Aires.

## Guion
El teleteatro fue dirigido por Oscar Bertotto y el guion estuvo a cargo de Luis Gayo Paz, quién años más tarde también se destacaría por escribir otras telenovelas exitosas de las décadas del ´80 y ´90 como Quiero gritar tu nombre, Aprender a vivir, Amar al salvaje, Paloma hay una sola, No es un juego vivir, Dos para una mentira, Ese hombre prohibido, Quiero morir mañana, Chiquilina Mía, Paloma y Cosas del amor. 

## Versiones
- Amar al ladrón, una telenovela de 1974 protagonizada por Claudio Levrino y Cristina del Valle, dirigida por Miguel Larrarte, dentro del ciclo Teatro Palmolive del aire.

- Cosas del amor, Es una adaptación de 1998 protagonizada por Maricarmen Regueiro y Diego Bertie con la participación antagónica de Sonia Oquendo, dirigida por Cusi Barrio, producida por América Producciones, transmitida por Frecuencia Latina entre 1998 y 1999.

## Cortina musical
El tema de apertura era instrumental, con un tango seguido de un tema interpretado en piano por Richard Clayderman titulado "Impulso de amor" y la segunda apertura que reemplazó a la primera es "Sólo tú, sólo yo" interpretada por el cantante y compositor italiano Toto Cutugno. Dicha canción había ganado en febrero de 1980 la trigésima edición del Festival de la Canción Italiana de Sanremo.